# Edwin Jacob
Edwin Ellis Jacob (ur. 10 kwietnia 1878 w Kensington, zm. 3 grudnia 1964 w Maldon) – brytyjski żeglarz sportowy, medalista olimpijski.
Podczas letnich igrzysk olimpijskich w Paryżu (1924) zdobył srebrny medal w żeglarskiej klasie 8 metrów, wspólnie z Ernestem Roneyem, Thomasem Riggsem, Walterem Riggsem oraz Gordonem Fowlerem (załoga jachtu Emily). 
Oprócz zdobycia medalu olimpijskiego odniósł wiele sukcesów w latach 1923–1929, na pokładzie jachtu Joyce, którego był współwłaścicielem. Od 1930 ścigał się w klasie Bubbles II. 